# 안장

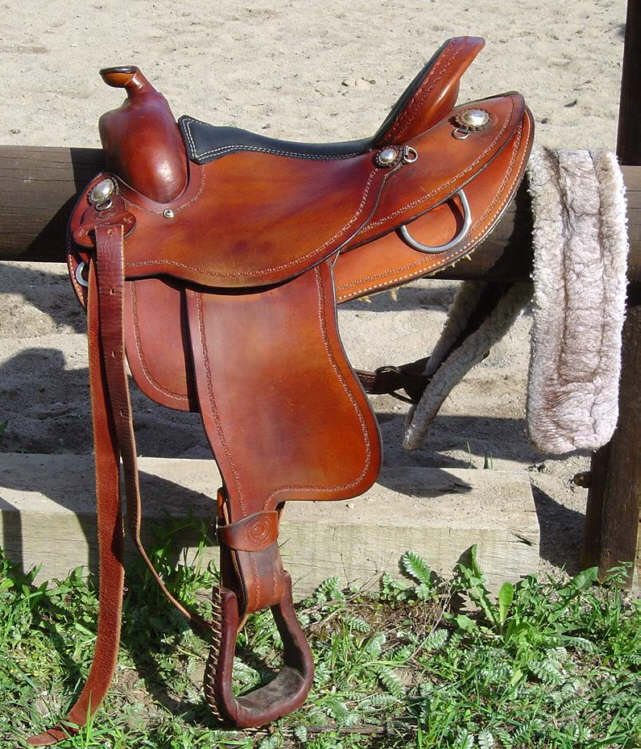
승마용 안장

안장(鞍裝, saddle)은 말의 등에 얹어서 사람이 타기 편하도록 가죽으로 만든 마구를 말한다. 용도별로 승마용 안장, 장애물용 안장, 경주용 안장, 조교용 안장으로 나뉘며, 중량별로는 1kg, 1.5kg, 2kg로 각각 다르다(경주용 안장). 안장의 크기는 안장머리와 안장꼬리 끝 사이의 거리로 측정한다.
안장은 말의 등뼈가 기승자의 엉덩이를 찌르는 것을 막으면서 동시에 기승자의 무게를 말의 척추를 피해서 등에 골고루 분산시킨다. 안장은 트리(tree)라고 불리는 틀을 기초로 만들어지며. 안장을 보관할 때는 안장걸이에 걸어서 트리를 보호해야 한다. 트리가 부서지면 안장은 말을 다치게 하여 쓸모가 없어진다. 안장의 재질로 가장 우수한 것은 가죽으로, 부분적으로 자연섬유나 화학섬유 재질인 안장도 사용된다. 중고 안장을 구입할 때는 트리와 바느질, 가죽의 수선상태를 확인해야 한다.

## 위치
안장은 말 등에 반드시 놓아 척추 위가 아니라 갈비뼈 위에 위치해야 한다. 가슴의 양 옆면이 이 부분에서 평행하기 때문에 안장의 위치를 고정하는데 도움이 된다.

## 안장의 종류
장애물, 마장마술 안장 및 일반용 안장 등 서로 다른 목적을 위한 여러 가지 종류의 안장이 있다. 서부용 안장은 카우보이의 신분을 나타내는 표시이므로 화려하고, 기승자 앞의 안장뿔은 올가미 밧줄이 걸릴 때의 무게를 견디기 위해 튼튼하고 무겁다.

## 안장의 구조

### 안장머리
안장머리(pommel)은 안장을 지웠을 때 말의 등성마루 부위에 씌워지는 안장의 우뚝 솟은 부분으로, 종류에 따라서 그 위에 뿔모양의 손잡이가 달린 경우도 있다.

### 안장꼬리
안장꼬리(cantle)는 안장의 뒷부분으로, 기수가 앉는 자리 뒤쪽에 완만하게 올라가 있다.

### 안장날개
안장날개(saddle flap)는 안장의 일부분으로 말에 탔을 때 승마자의 양 허벅지가 닿는 부위이다. 안장의 종류에 따라 모양과 크기가 다양하다

### 안장고정대
안장고정대(breast plate)는 안장이 미끄러지지 않고 원래 자리에 고정될 수 있도록 말의 앞가슴에 두르는 끈으로 넓적한 가죽 또는 천으로 만들어진다.

### 안장깔개
안장깔개는 양털, 인조털 또는 기포가 있는 고무 등을 안장모양으로 잘라 만들어 안장 밑에 깔아주는 것이다. 안장이 말등에 누르는 압력을 완화시키는 역할을 한다. 안장깔개는 안장의 밑면을 깨끗하게 유지할 수 있도록 하며 땀을 흡수한다. 안장깔개가 없으면 안장이 미끄러져 돌며 말등과 마찰을 일으킬 것이다. 재질은 다양한 소재로 만들어지나, 어떤 합성소재는 땀을 잘 흡수하지 않는다.

### 양털깔개
양털깔개는 일종의 덧댐 안장깔개로써 땀의 흡수와 말 등 보호의 목적으로 사용되며 대개 안장 모양으로 만들어진다. 양털깔개는 잘 맞지 않거나 쿠션이 나쁜 안장을 위한 장비로 사용해서는 안 되며, 그러한 안장은 교체 또는 수리해야 한다.

### 등자와 등자끈
등자(stirrup)는 안장의 부속장구 등 하나로 기승시 승마자가 발을 집어넣어 디딜 수 있도록 만들어 놓은 “D”자형의 발 디딤쇠다. 등자끈(stirrupleather)은 등자쇠를 매달아 안장의 등자 고리에 부착해 등자의 높낮이를 조절할 수 있도록 한 가죽끈이다.

## 같이 보기
- 승마술
- 마구
- 군마
- 하우더
- 등자